# Seattle Storm 2013
La stagione 2013 delle Seattle Storm fu la 14ª nella WNBA per la franchigia.
Le Seattle Storm arrivarono quarte nella Western Conference con un record di 17-17. Nei play-off persero la semifinale di conference con le Minnesota Lynx (2-0).

## Roster
| N° | Naz.                   | Ruolo | Sportivo           | Anno | Alt. | Peso |
| -- | ---------------------- | ----- | ------------------ | ---- | ---- | ---- |
| 2  | Stati Uniti (bandiera) | G     | Temeka Johnson     | 1982 | 160  | 64   |
| 7  | Stati Uniti (bandiera) | A     | Tina Thompson      | 1975 | 188  | 81   |
| 12 | Stati Uniti (bandiera) | A     | Jasmine Hassell    | 1991 | 188  | 93   |
| 14 | Stati Uniti (bandiera) | A     | Cierra Bravard     | 1989 | 193  |      |
| 20 | Stati Uniti (bandiera) | A     | Camille Little     | 1985 | 188  | 82   |
| 21 | Stati Uniti (bandiera) | A     | Tianna Hawkins     | 1991 | 191  | 84   |
| 30 | Stati Uniti (bandiera) | G     | Tanisha Wright     | 1983 | 180  | 75   |
| 31 | Stati Uniti (bandiera) | A     | Joslyn Tinkle      | 1990 | 191  | 81   |
| 32 | Stati Uniti (bandiera) | A     | Alysha Clark       | 1987 | 178  | 76   |
| 40 | Stati Uniti (bandiera) | GA    | Shekinna Stricklen | 1990 | 188  | 81   |
| 43 | Stati Uniti (bandiera) | AC    | Nakia Sanford      | 1976 | 193  | 86   |
| 44 | Stati Uniti (bandiera) | C     | Ashley Robinson    | 1982 | 193  | 82   |
| 45 | Stati Uniti (bandiera) | G     | Noelle Quinn       | 1985 | 183  | 79   |

## Staff tecnico
- Allenatore: Brian Agler
- Vice-allenatori: Jenny Boucek, Nancy Darsch
- Preparatore atletico: Tom Spencer
- Preparatore fisico: Melissa Hardin